# Лесоучасток Катангар
Лесоучасток Катангар — населённый пункт Петровск-Забайкальского района Забайкальского края России, входит в сельское поселение «Катангарское».

## География
Располагается на левом берегу реки Хилок между устьями рек Харап и Катангар, в 32 км к юго-востоку (42 км по автодорогам) от райцентра — города Петровск-Забайкальского и в 3 км от центра сельского поселения с. Катангар. Находится в точке пересечения 51 северной параллели с 109 восточным меридианом. Сообщение с центром сельского поселения осуществляется с помощью подвесного пешеходного моста через р. Хилок, построенного в 1970 году.

## Население
| 2010 | 2021 |
| ---- | ---- |
| 256  | ↘233 |

## История
Основан в 1938 году как лесозаготовительный участок. Первые дома перевезены из лесоучастка Бомы. В 1960-80-х годах лесозаготовительный пункт входил в состав Катангарского лесопромышленного комбината (центр п. Баляга). В 1940-50-х годах здесь располагался детский дом. На лесоучастке располагалось Катангарское лесничество Петровск-Забайкальского лесхоза, долгое время его возглавлял Николай Моисеевич Фомин.
На лесоучастке Катангар до Великой Отечественной войны жил и работал Герой Советского Союза Нагаев Епифан Иванович.

## Инфраструктура
В селе имеются неполная средняя школа, детский сад, дом культуры, библиотека, фельдшерско-акушерский пункт. Находится обелиск 54 землякам, погибшим в Великую Отечественную войну 1941—1945 годов.